# Tingotinginae
Tingotinginae – podrodzina pająków z infrarzędu Araneomorphae i rodziny Malkaridae. Występują endemicznie na Nowej Zelandii.

## Morfologia i zasięg
Pająki o drobnych rozmiarach ciała. Prosoma ich cechuje się sternum całkowicie otaczającym nasady bioder, zlanym z krawędzią karapaksu, a ku tyłowi przedłużonym w całkowicie zesklerotyzowany pierścień wokół łącznika. W przeciwieństwie do innych członków rodziny ich karapaks jest niski, niewyniesiony. Szczękoczułki są wyraźnie mniejsze niż te u Pararchaeinae i pozbawione kołkowatych zębów. Układ kolców na odnóżach pierwszej i drugiej pary u większości gatunków podobny jest do tego u przedstawicieli naśladownikowatych. Opistosoma (odwłok) u samców, a w przypadku części gatunków także u samic zaopatrzony jest w wentralne skutum, leżące po stronie brzusznej wokół łącznika. Szczecinki opistosomy osadzone są na zesklerotyzowanych dyskach.
Podrodzina ta jest endemiczna dla Nowej Zelandii. Tylko dwa gatunki występują zarówno na Wyspie Północnej i na Wyspie Południowej; pozostałe są endemitami jednej z nich.

## Taksonomia
Podrodzina ta wprowadzona została w 2020 roku przez Gustava Hormigę i Nikolaja Scharffa na łamach Invertebrate Systematics w ramach rewizji taksonomicznej nowozelandzkich Malkaridae. W tej samej publikacji opisano wszystkie jej znane współcześnie rodzaje i gatunki.
Do podrodziny tej zalicza się 11 opisanych gatunków, zgrupowanych w 2 rodzajach:
- Tingotingo Hormiga et Scharff, 2020
- Whakamoke Hormiga et Scharff, 2020